# 芭比與魔幻飛馬之旅
《芭比與魔幻飛馬之旅》（英語：Barbie and the Magic of Pegasus）是狮门娱乐（Lionsgate）和环球影业於2005年9月20日以DVD和VHS的形式發售的錄影帶首映動畫作品。該作為芭比動畫系列的第6部電影，也是繼《芭比之夢幻仙境》之後的第二部非改編自世界名著的原創電影。該作是芭比動畫系列電影中首部插入全新3D立體場景和特效的影片，DVD隨碟內贈2-4副3D效果眼鏡。
台灣於2005年10月15日由得利影視股份有限公司代理發行VCD和DVD，2007年12月21日再版發行，DVD內贈4副3D效果眼鏡。另外，時代娛樂股份有限公司也代理發行了該作的DVD和VCD，DVD內贈2副3D效果眼鏡。
香港於2005年10月4日發行VCD，2008年8月19日發行DVD，由洲立影視有限公司代理發行。
中国大陆由北京中录同方音像出版社出版，中录华纳家庭娱乐有限公司发行DVD和VCD，DVD内含4副三维立体透视(3-D)眼镜。之后DVD又由新汇集团上海声像出版社有限公司再版发行。

## 劇情
由芭比所飾演的安妮卡公主居住在北歐山上的一個王國裡，她總是不顧父母的反對，偷偷溜出城堡外去滑冰。生日当天，她照例外出滑冰，遇到了一只怕冷的北极熊幼崽，取名为雪弗并带回了王宫。当天晚上，她偷偷來到村子裡的滑冰舞晚會上跳舞，引來了邪惡的巫師萬大師。萬大師到處在搜尋漂亮的女孩做他的新娘，還把他搶來的三個妻子都變成了醜八怪，讓她們像僕人一樣卑微地伺候他。萬大師看中了安妮卡，想讓安妮卡做他的第四個妻子，結果被安妮卡拒絕。國王和王后發現后，前來制止萬大師，卻被萬大師給變成了石像，所有在場的村民也同樣被變成了石像。萬大師威脅安妮卡，如果她拒絕做他的新娘，她也要被變成石像。安妮卡在為難之際，一匹會說話的飛馬突然出現，載着安妮卡飛走了。萬大師給安妮卡三天的期限，如果她不回來，他的咒語就永遠無法破解了。
安妮卡想回去阻止萬大師，但飛馬對她說萬大師是喜歡什麼就把什麼給佔為己有的術士，他從法力高強的巫師那裡偷得了法杖，現在想打敗他是不可能的。飛馬把安妮卡帶到了天上的雲世界，並把遭遇到的一切都告訴了雲彩女王，精靈們還把飛馬貝瑞卡就是安妮卡親姐姐的事實告訴了她，貝瑞卡也是在她生日那天被萬大師給變成了飛馬，國王和王后想盡辦法也無法破解魔咒，貝瑞卡不忍心看到他們難過，只好離開了他們，自己來到了雲世界。國王和王后為了保護安妮卡不被萬大師發現，他們在隱蔽的角落裡重新建立了更為堅固的城堡，結果還是被萬大師給發現了。安妮卡表示她要回去救他們，向他們認錯，她請求雲彩女王幫助她，可雲彩女王卻說她的法力無法和萬大師對抗。精靈們說光之魔杖可以打敗萬大師，但貝瑞卡表示這隻是一個傳說，她很不願意提起光之魔杖。雲彩女王告訴她們光之魔杖是所有法杖中力量最強的，比萬大師的法杖還要強大。安妮卡想要找到它，雲彩女王卻告訴她不是去哪裡找它，而是要自己創造，需要度量勇氣的標準、愛的戒指和一顆被永恆希望之火燃點着的冰寶石。安妮卡说服了貝瑞卡跟她一起去寻找这三样东西。她们来到荒涼的寂靜森林最深处寻找度量勇氣的標準，在這裡她們遇到了一个輸光了家裡所有的錢而不敢回家的年輕人艾登。为找失踪的雪弗，安妮卡顺着滑梯掉进了巨人奧力的湯鍋里。凭借自己的聪慧和勇气，她利用自己的髪带作为工具带着雪弗逃出了巨人的湯鍋，這時她發現她的髮帶就是度量勇氣的標準，於是髮帶變成了光之魔杖的杖柄。後來又在艾登的帶領下，找到了灰隱士，從灰隱士那裡得知了冰寶石的藏匿地點。她們在黎明的陽光所照射着的冰山下找到了冰寶石，取走所需后正准备离开，却由于喜欢宝石的雪弗在拿着宝石把玩，致使冰洞开始坍塌，好在有驚無險，他們骑着貝瑞卡一起逃了出去。最後的愛的戒指就是貝瑞卡的头冠，因为貝瑞卡爱自己的父母和国家。于是艾登連夜将這三件东西合而為一，打造成了光之魔杖。
安妮卡想試試光之魔杖是否有效，於是她許願把貝瑞卡變回了人形。貝瑞卡使用脖子上的鈴鐺請求雲彩女王賜給她們幾匹飛馬。她們在返程途中，萬大師突然前來阻截她們，安妮卡使用光之魔杖試圖消滅萬大師，但光之魔杖卻一點反應也沒有。安妮卡請求萬大師放了她的父母和她的子民，她答應嫁給萬大師，可萬大師認為安妮卡就和他那三個被搶來的妻子一樣討厭，於是就把光之魔杖給奪走了，還把安妮卡埋在了雪地裡。幸好艾登及時趕到，將安妮卡從雪中救了出來。与此同时，威洛试图使用光之魔杖未果而把它随手扔到了宝物堆里。三天的期限越來越近，安妮卡和艾登一同滑冰潛入萬大師的根據地，試圖奪回光之魔杖。精靈們開始使用魔法延遲太陽落山的時間，為安妮卡和艾登爭取時間。喜欢宝石的雪弗准确地在宝物堆里找到了光之魔杖并拿给安妮卡。不料顶端的宝石已经松动，在安妮卡拿回之时，冰寶石被甩飞并滑落到了懸崖下。安妮卡在沮喪之際，艾登拿出了他的那塊冰寶石，重組了光之魔杖。這時，萬大師趕到，又把光之魔杖從安妮卡手中給奪走，落到了萬大師之妻的手上。最後在安妮卡和萬大師的爭執中，萬大師的妻子選擇把光之魔杖交給安妮卡。安妮卡在得到光之魔杖后，許願解除萬大師所有的魔咒，光之魔杖頓時發出光芒解除了萬大師的魔咒，并將萬大師打回了原形。萬大師的三位妻室也恢復了人形，她們正準備跟萬大師算賬。而貝瑞卡帶領着飛馬前来带安妮卡和艾登离开，回到了她们的故乡……

## 配音員
| 角色                              | 英語原聲                                                    | 國語配音 | 國語配音      | 國語配音                               |
| 角色                              | 英語原聲                                                    | 中国大陆 | 台湾          | 广东话                                 |
| --------------------------------- | ----------------------------------------------------------- | -------- | ------------- | -------------------------------------- |
| 安妮卡公主（Princess Annika）     | 凱莉·謝里丹                                                 | 司徒影   | 李直平        | 潘芳芳                                 |
| 哆哆（Shiver）                    | 凱斯琳·巴爾                                                 | 原聲     | 原聲          | 原聲                                   |
| 貝瑞卡（Brietta）                 | 拉莱妮娅·林贝赫格                                           | 章谨     | 郭馨雅        | 郭碧珍                                 |
| 萬大師（Wenlock）                 | 科林·默多克                                                 | 张立昆   | 孫誠          | 龔國強                                 |
| 艾登（Aidan）                     | 马克·海德斯                                                 | 王新然   | 于正昌        | 盧家煒                                 |
| 灰隱士（Ferris）                  | 布瑞恩·德拉蒙德                                             | 林洋     | 康殿宏        | 龍天生                                 |
| 艾登之父（Aidan's Father）        | 布瑞恩·德拉蒙德                                             | 李阳阳   | 康殿宏        | 王祖藍                                 |
| 王后（Queen）                     | 凱斯琳·巴爾                                                 | 周莹     | 蔣篤慧        | 蘇青鳳                                 |
| 萬大師妻（Wife）                  | 凱斯琳·巴爾（#1） 拉莱妮娅·林贝赫格（#2） 凱莉·謝里丹（#3） | 赵冰冰   | 郭馨雅 蔣篤慧 | 邵美君（#1） 蘇青鳳（#2） 覃恩美（#3） |
| 國王（King）                      | 罗素·罗伯茨                                                 | 张立昆   | 符爽          | 李忠強                                 |
| 巨人奧力（Ollie The Giant）       | 約翰·蒂桑提斯                                               | 张立昆   | 符爽          | 李建良                                 |
| 雲彩女王（Rayla The Cloud Queen） | 凱斯琳·巴爾                                                 | 李俊英   | 孫若瑜        | 杜雯惠                                 |
| 艾立克（Eric）                    | 凱斯琳·巴爾                                                 | 赵冰冰   | 孫若瑜        | 邵美君                                 |
| 粉紅精靈（Rose）                  | 尚塔尔·斯特兰德                                             | 赵彦豪   | 姜利瑩        | 李展瑩                                 |
| 珊瑚精靈（Blush）                 | 杰西卡·艾莉                                                 | 吴迪欣   | 許育誠        | 盧子晴                                 |
| 紫夢精靈（Lilac）                 | 安卓亞·李柏曼                                               | 杨咏斯   | 陳妤          | 許正宜                                 |
| 導演（Outtake A.D.）              | 羅素·亞倫斯                                                 | 赵冰冰   | -             | 謝月美                                 |

## 歌曲
- Hope Has Wings

演唱：Brie Larson
詞曲：Amy Powers, Michele Vice-Maslin, Dorian Cheah and Rob Hudnut

## 配音譯製人員
中国大陆國語版工作人員
- 导配：蔡济生
- 翻译：黄国新
- 混音：黎志雄
- 统筹：关惠霞
- 录制：创声配音制作有限公司

廣東話版工作人員
- 導配：謝月美
- 翻譯：黃國新
- 混音：黎志雄
- 統籌：關惠霞
- 錄製：創聲配音製作有限公司

台灣國語版工作人員
- 翻譯：趙筱文
- 聲音導演：孫世憶
- 混音師：黃年永、林啟榮、楊子介
- 技術總監：陳國偉
- 錄製：偉憶數位科技股份有限公司

## 備註
1. 1 2  依照芭比系列電影上映次序。

## 資料來源
1. ↑  . 2022-01-13  [2022-01-13]. （原始内容存档于2022-01-13）.
2. ↑  . 2022-01-13  [2022-01-13]. （原始内容存档于2022-01-13）.
3. ↑  . 2022-01-13  [2022-01-13]. （原始内容存档于2022-01-13）.
4. ↑  . 2022-01-13  [2022-01-13]. （原始内容存档于2022-01-13）.
5. ↑  . 2022-01-13  [2022-01-13]. （原始内容存档于2022-01-13）.
6. ↑  . 2022-01-13  [2022-01-13]. （原始内容存档于2022-01-15）.
7. ↑  . 2022-01-13  [2022-01-13]. （原始内容存档于2022-01-13）.

## 外部連結
- 在Netflix上觀看《芭比與魔幻飛馬之旅》
- 互联网电影数据库（IMDb）上《芭比與魔幻飛馬之旅》的资料（英文）
- 豆瓣电影上《芭比與魔幻飛馬之旅》的資料 （简体中文）
- AllMovie上《芭比與魔幻飛馬之旅》的资料（英文）
- 爛番茄上《芭比與魔幻飛馬之旅》的資料（英文）